# 松野茂
松野 茂（まつの しげる、1936年（昭和11年）3月8日 - 2017年（平成29年）4月3日）は、日本のコントラバス奏者、教育家、国立音楽大学名誉教授。

## 人物・来歴
神奈川県川崎市生まれ。小学生の時からギターを習い始める。東京都立青山高等学校を経て、1956年に東洋音楽短期大学（現・東京音楽大学）声楽科を卒業する。
1956年4月、国立音楽大学器楽科（コントラバス）に入学し、寺田日瑳三（NHK交響楽団コントラバス首席奏者）に師事する。1959年8月から東京交響楽団に在籍する。1960年に器楽科（コントラバス）を卒業した後、同大学専攻科に入学する。1961年、専攻科を卒業した後、同年9月から1963年5月までマンハッタン音楽学校に留学し、ロバート・ベレナンド（ニューヨーク・フィルハーモニック）に師事する。また、留学中はスプリングフィールド交響楽団に在籍する。
帰国後は、1963年から洗足学園第二高等学校（現・洗足学園中学高等学校）講師、1965年から国立音楽大学講師、1969年から昭和音楽短期大学講師、1976年から国立音楽大学助教授、1984年から昭和音楽大学講師、1990年から国立音楽大学教授、1996年から専門学校「生長の家養心女子学園」講師として教鞭をとり、2001年、国立音楽大学名誉教授となる。
このほか、日本弦楽指導者協会理事長、神奈川県青少年交響楽団理事、生長の家社会事業団理事などを務める。

## 著作

### 著書
- 『コントラバス教則本』ドレミ楽譜出版社、1996年12月30日。ISBN 4-8108-8752-9。
- 『コントラバス弾きのパウゼ』東京原宿アンサンブル、2007年4月1日。
- 『コントラバス教則本』ドレミ楽譜出版社、2014年6月30日。ISBN 978-4-285-14036-1。

### 論文
- 「コントラバス学習の教程に関する諸問題」『研究紀要』第8号、国立音楽大学紀要編集委員会、1973年10月25日、123-146頁、NAID 110000175885。
- 「ドラゴネッティの功績」『研究紀要』第11号、国立音楽大学紀要編集委員会、1976年3月25日、89-100頁、NAID 110000175348。
- 「近代コントラバス奏法の確立者 ――ボッテシーニの功績――」『研究紀要』第12号、国立音楽大学紀要編集委員会、1977年3月25日、113-121頁、NAID 110000175360。